# Heliografie

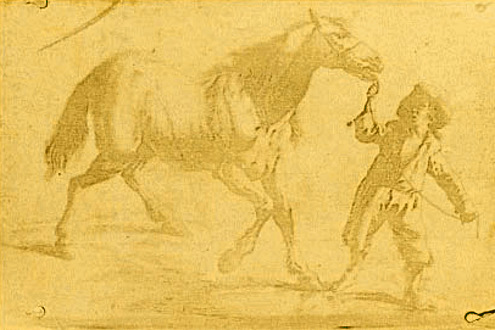
Nicéphore Niépce: Nejstarší dochovaná heliografie, fotografická reprodukce, 1825

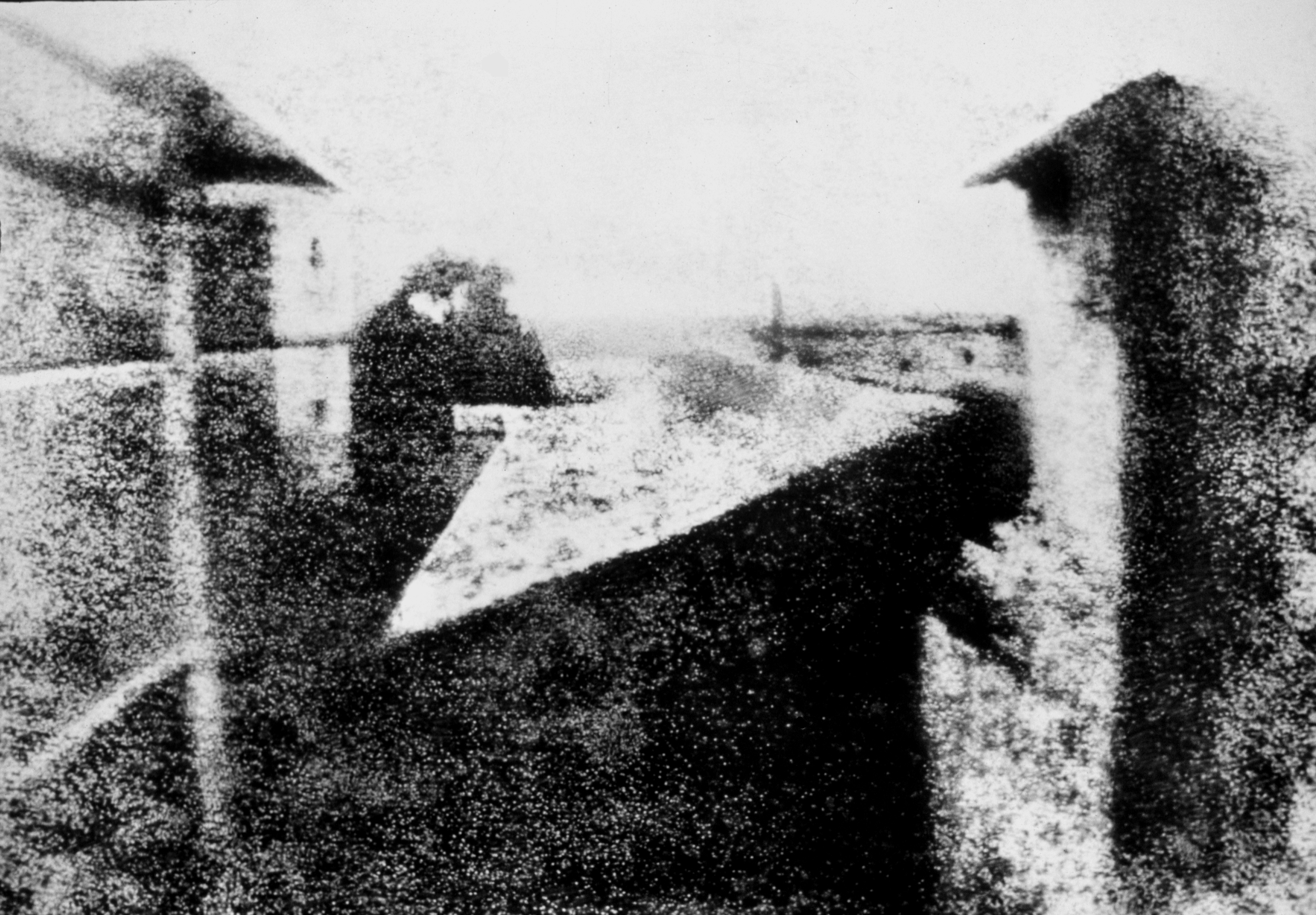
Nicéphore Niépce: Pohled z okna v Le Gras, 1826 nebo 1827

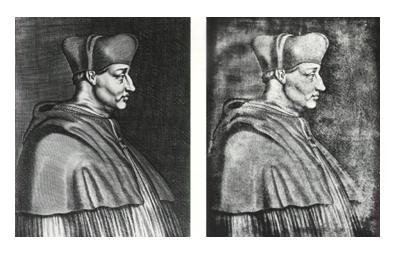
Srovnání originálu, portrétu Georges d'Amboise z 1650 (vlevo), a heliografické reprodukce pořízené Niépcem v roce 1826

Heliografie nebo niepceotypie je nejstarší fotografická technika pro zhotovení kontaktních reprodukcí grafických listů a snímků z camery obscury. Název je odvozen od řeckých slov helios (slunce) a grafé (psaní, kresba).

## Historie
Autorem vynálezu heliografie je Nicéphore Niépce, který experimentoval s fotochemickou cestou reprodukce pro kamenotisk (litografii). Na litografickou desku s vrstvou světlocitlivé fermeže kopíroval roku 1813 pomocí slunečního světla kresby a grafické listy, jejichž papír byl zprůsvitněn. Roku 1816 použil malou cameru obscuru a papír se světlocitlivou vrstvou chloridu stříbrného, avšak snímky nebyly ustálené a obraz časem zmizel.
Po řadě pokusů s různými světlocitlivými látkami a podložkami zhotovil Nicéphore Niépce roku 1822 reprodukci mědirytiny papeže Pia VII. na vrstvu přírodního asfaltu rozpuštěného v petroleji, nanesenou na skleněnou desku. Reprodukce se však nedochovala. Niépce pak jako podložku využíval litografický kámen a zinkové desky, které po leptání nebo rytí použil k tisku. Nejstarší dochovanou fotografickou reprodukcí, kterou na měděnou destičku zhotovil v roce 1825, je obrázek muže vedoucího koně.
Niépce rovněž pokračoval v pokusech s camerou obscurou. Roku 1824 vytvořil snímek na kámen s asfaltovou vrstvou, zachycující pohled z jeho pracovny na boční křídlo domu a budovu na dvoře, který se však rovněž nezachoval. Zřejmě roku 1826, nejpozději však následujícího roku, zhotovil za slunného dne Niépce snímek pohledu z okna svého domu na dvůr s hospodářskými budovami a stromem v pozadí, který do roku 2002 býval považován za nejstarší dochovanou fotografii. Použil cameru obscuru s předsádkou. Expozice snímku o rozměrech 163×203 mm trvala 8 hodin, takže slunce postupně osvětlovalo obě strany dvora. Obraz snímal na asfaltovou vrstvu, která v osvětlených částech tvrdla a vytvořila bílé plochy. Stíny jsou tmavé plochy cínové podložky po smytí neosvětleného asfaltu roztokem levandulového oleje a terpentýnu.
Heliografie byla nahrazena dokonalejší technikou, daguerrotypií, vyvinutou z heliografie Francouzem Louisem Daguerrem v roce 1839, a kalotypií, objevenou Angličanem Williamem Foxem Talbotem nezávisle ve stejné době.